# Абадія-де-Гояс
Абадія-де-Гояс (порт. Abadia de Goiás) — муніципалітет в Бразилії, входить до штату Гояс. Складова частина мезорегіона Центр штату Гойас. Входить в економіко-статистичний мікрорегіон Гоянія. Населення становить 5868 чоловік на 2007 рік. Займає площу 146,458 км². Щільність населення — 40,1 чол./км².
Свято міста — 29 березня.

## Історія
Місто засноване 27 грудня 1995 року. Статус міста отримало 1 січня 1997 року.

## Економіка
Основу місцевої економіки складає сфера послуг. Основні сільськогосподарські продукти — рис, маніок і кукурудза. Стадо великої рогатої худоби налічує 17460 голів.

## Статистика
- Валовий внутрішній продукт на 2003 становить 16.924.242,00 реалів (дані: Бразильський інститут географії та статистики).
- Валовий внутрішній продукт на душу населення на 2003 становить 2.909,95 реалів (дані: Бразильський інститут географії та статистики).
- Індекс розвитку людського потенціалу на 2000 становить 0,742 (дані: Програма розвитку ООН).

## Географія
Клімат місцевості: тропічна напівпустеля.